# فريدي غونزاليس (لاعب كرة قدم)
فريدي غونزاليس (بالإسبانية: Fredy Gonzales)‏ هو لاعب كرة قدم كولومبي في مركز الدفاع، ولد في 8 أغسطس 1988 في مدينة كالي في كولومبيا. لعب مع C.D. Dragón ‏.